# Euxoa infusa
Euxoa infusa là một loài bướm đêm trong họ Noctuidae.